# Vikarna
Vikarna (Sanskrit विकर्ण, vikarṇa m.), einer der Söhne von Dhritarashtra und Gandhari. Er spielt eine wichtige Rolle in einer Schlüsselszene des Mahabharata nach dem Würfelspiel, als er für Draupadi Partei ergreift und gegen ihre Demütigung seitens der Kauravas protestiert.

## Vikarna im Mahabharata
Vikarna wird einige Male im Adi Parva erwähnt, dem 1. Buch des Mahabharata. In Kap. 108 wird er unter den 100 Söhnen Dhritarashtras aufgezählt, an einer anderen Stelle heißt es, Dhritarashtra habe ihn zusammen mit Citrasena, Drona und Kripa entsandt, um die Pandavas anlässlich eines Besuches zu empfangen.
Eine wichtige Rolle spielt Vikarna im 2. Buch, Sabha Parva, in einer dramatischen Szene nach dem Würfelspiel, als Yudhishthira Draupadi als Einsatz verloren hat, und Duryodhana daraufhin den Befehl erteilt, sie zu entkleiden. Während die anderen Anwesenden zum Teil zwar entrüstet sind, aber nicht eingreifen, versucht Vikarna noch vor der Zuspitzung der Situation zu intervenieren, indem er Draupadi und ihre Rechte als Frau in einer Rede entschlossen verteidigt. Aber er kann sich nicht durchsetzen, und am Ende wird Draupadi durch ein Wunder vor der Demütigung gerettet, indem ihre Kleidung sich immer wieder erneuert.
In späteren Passagen wird Vikarna u. a. als herausragender Kämpfer erwähnt. Vor dem großen Krieg zwischen den Pandavas und Kauravas versucht er als Teilnehmer einer Delegation, die kriegerische Auseinandersetzung der verfeindeten Vettern zu verhindern.